# Bernard Grosfilley
Bernard Grosfilley (Saint-Claude, 3 agosto 1949 – Annecy, 16 gennaio 2020) è stato uno sciatore alpino francese.

## Biografia
Specialista della discesa libera originario di Lélex, in Coppa del Mondo in tale specialità Grosfilley esordì il 1º febbraio 1969 a Sankt Anton am Arlberg (52º) e ottenne due piazzamenti a punti, entrambi a Val-d'Isère: il 14 dicembre 1969 (10º) e il 20 dicembre 1970 (6º). Nel massimo circuito internazionale colse l'ultimo piazzamento il 27 gennaio 1973 a Kitzbühel sempre in discesa libera (25º) e prese per l'ultima volta il via il giorno successivo nella medesima località in slalom speciale, senza completare la prova. La sua carriera agonistica si interruppe in quello stesso 1973 quando, dopo aver vinto il titolo nazionale nella discesa libera, partecipò alla contestazione contro i responsabili tecnici della nazionale francese assieme ad altri atleti di primo piano della squadra maschile e la Federazione sciistica della Francia reagì mettendoli fuori squadra. Non prese parte a rassegne olimpiche o iridate.

## Palmarès

### Coppa del Mondo
- Miglior piazzamento in classifica generale: 42º nel 1971

### Campionati francesi
- 1 oro (discesa libera nel 1973)[1]